# Chana Porpaoin
Chana Porpaoin (* 26. März 1966 in Amphoe Lom Sak, Thailand) ist ein ehemaliger thailändischer Boxer im Strohgewicht. 

## Profikarriere
Im Jahre 1988 begann er erfolgreich seine Profikarriere. Am 10. Februar 1993 boxte er gegen Hideyuki Ōhashi um den Weltmeistertitel des Verbandes WBA und gewann durch K. o. Diesen Gürtel verlor er in seiner neunten Titelverteidigung im Dezember 1995 an Rosendo Álvarez.
Am 16. April des Jahres 2001 errang er den WBA-Weltmeistertitel erneut, als er Keitarō Hoshino durch geteilte Punktrichterentscheidung besiegte. Jedoch verlor der Linksausleger den Gürtel diesmal im August desselben Jahres bereits in seiner ersten Titelverteidigung gegen Yutaka Niida.
Im Jahre 2006 beendete er seine Karriere.